# 페퍼 (로봇)

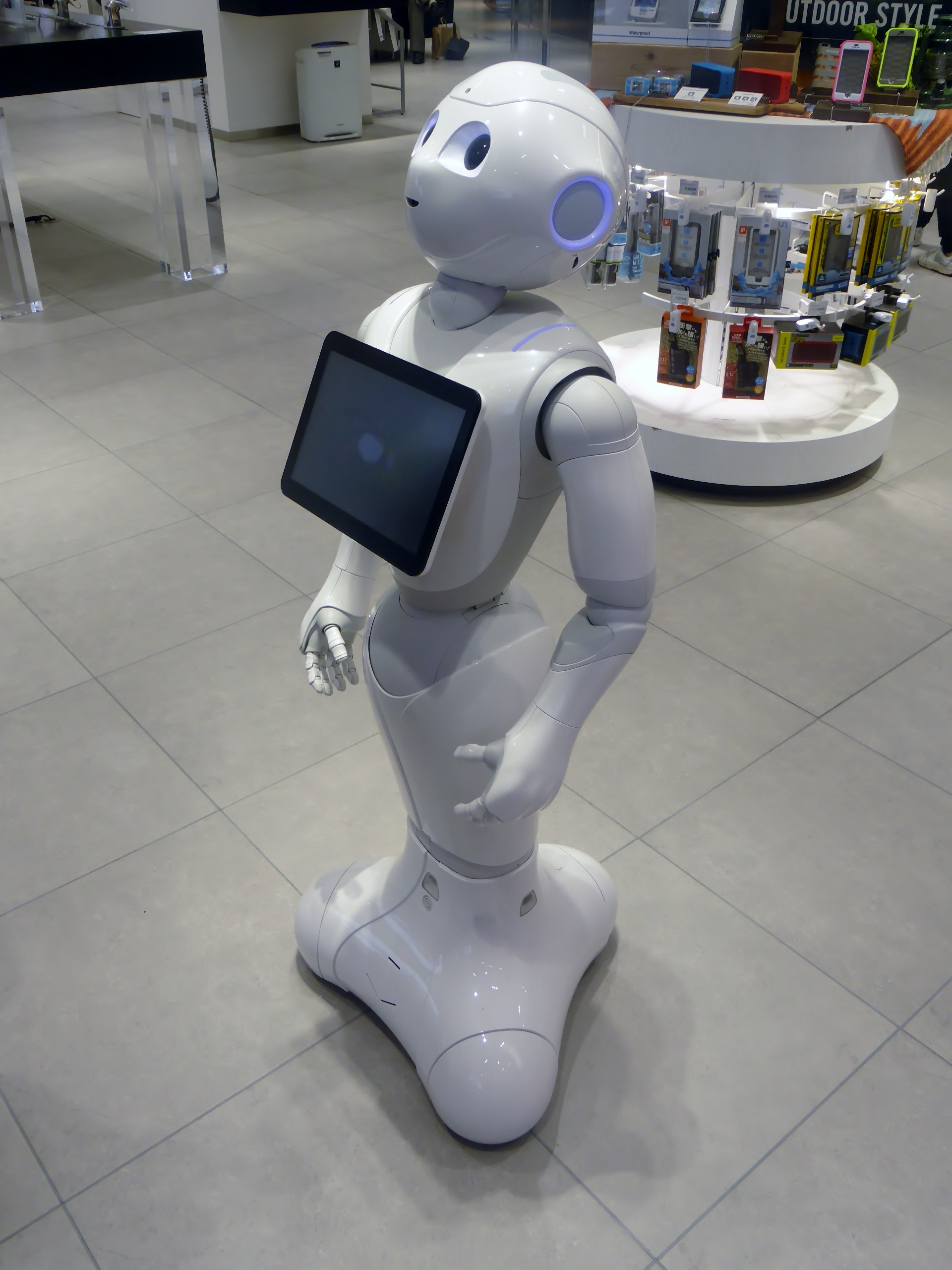
Pepper

Pepper(페퍼)는 감정을 인식하는 소프트뱅크사의 휴머노이드 로봇이다. 프랑스의 알데바란 로보틱스와 소프트뱅크 모바일을 통해 개발되고 2014년 6월 5일 소프트뱅크 기자회견을 통해 세상에 공개되었다. 개발 시 코드 이름은 알데바란은 형제 로봇인 Romeo에 대응하여 Juliett이였으며, 일본에서는 타로(タロウ)였다.

## 역사
Pepper는 휴머노이드 로봇으로써 사실상 프랑스 회사인 알데바란 로보틱스에서 만들어졌다. 하지만 소프트뱅크가 2012년 알데바란의 주식 80%를 인수하고, 다시 2015년 알데바란의 주식 95%를 인수함으로써 알데바란 로보틱스의 회장인 브뤼노 메조니에 CEO는 물러나면서 알데바란 로보틱스의 회장은 2015년 3월 4일 토미자와 후미히데가 차기 회장으로 임명되었다. 2014년 6월 5일 발표한 다음날인 2014년 6월 6일 판매한다고 밝혔다. 원래 가정용 로봇으로 만들어졌으나 일본, 유럽 등지에서 접객 용도로 주로 쓰인다. 우리나라는 2017년 10월부터 금융, 서점, 의료, 유통 등 다양한 분야에 도입된다. 대한민국에 들어오는 페퍼에는 LG유플러스가 자체 개발한 AI 플랫폼이 탑재되어 다양한 분야의 대화 기능을 제공한다.

## 특징
페퍼 (Pepper)는 인공지능을 사용하고 있는 휴머노이드인데 그 인공지능은 IBM의 왓슨으로 태생되었다. 귀여운 외모가 특징이며, 사람의 감정을 인식한 후 행동 양식을 결정하게 된다. 즉, 시각, 청각, 촉각 센서를 통해 사람의 표정과 목소리 변화를 감지하여 말을 건네는 형식인 것이다. 하지만 초기 개발 당시 영어와 일본어만을 지향해왔기 때문에 한국어 지원이 안되어 있었는데 LG유플러스의 AI플랫폼으로 인해 한국어 지원이 가능해지게 되었다. 휴머노이드임에도 불구하고 2족 보행이 아닌 바퀴로 움직이는 특징이 있으며, 사람들과 교감하여 감정을 인식하는 프로그램은 소니가 출시했던 '아이보', 혼다의 '아시모'와 다르게 클라우드 기반의 학습이기 때문에 '아이보'와 '아시모'보다는 학습이 훨씬 빠르고 정확하다. 19만 8000엔에 판매되었지만 1분만에 초기 생산량인 1000대가 팔리는 엄청난 관심을 받게 되었다.

## 위치
- LG유플러스 플래그십 매장 분당점[12]
- 우리은행 본점 영업부, 명동금융센터, 여의도금융센터[13]
- 교보문고 합정점[14] -> 10월 27일 새롭게 오픈한 분당점
- 가천대 길병원[15]
- 롯데백화점 본점 -> 업그레이드를 위해 일본 소프트뱅크 본사로 옮겨짐[16]
- 이마트 스타필드 고양 토이킹덤[17]
- CGV용산아이파크몰 7층[18]

## 단점
페퍼의 단점으로는 두가지가 꼽히고 있다. 첫번째는 음성을 인식하는데 있어서 시간소요가 너무 많이 걸린다는 것이다. 갤럭시의 '빅스비'나 아이폰의 '시리'처럼 인식처리 시간이 필요하며, 자신이 이미 갖고 있던 질문이나 답을 되풀이하는 경우도 많다고 이야기한다.또한 감정을 읽는 로봇이라는 타이틀로 시작을 하였으나, 감정에 대해서도 제대로 인식하지 못하는 경우도 종종 발생하여 아직 완성작이라고 하기에는 부족한 감이 없지 않다. 두번째로는 인공지능의 완성도를 높이는데 필요한 학습비용을 제작사인 소프트뱅크에서 지원하는 것이 아니라 소비자가 부담해야 한다는 점에서 불합리하다고 이야기한다. 페퍼의 학습비용은 약 12만원으로 알려져있다.

## 구성
| Pepper        | Pepper |
| ------------- | --- |
| 면적          | 높이: 1.20 미터 (4 ft) 깊이: 425 밀리미터 (17 in) 너비: 485 밀리미터 (19 in)                                                                         |
| 인공지능      | IBM 왓슨 |
| Weight        | 28 킬로그램 (62 lb) |
| 배터리        | 리튬-이온 배터리 전력: 30.0Ah/795Wh 가동시간: 약 12시간 (상점에서 이용할 경우)                                                                       |
| 디스플레이    | 10.1-인치 터치 디스플레이 |
| 머리          | 마이크 x 4, RGB 카메라 x 2,3D 센서 x 1, 터치 센서 x 3                                                                                                |
| 가슴          | 자이로 센서 x 1 |
| 손            | 터치 센서 x 2 |
| 다리          | 음파 센서 x 2, 레이저 센서 x 6, 충격 센서 x 3, 자이로 센서 x 1                                                                                       |
| 움직이는 부분 | 움직이는 정도 머리 (2°), 어깨 (2° 좌&우),팔꿈치 (2 위치 좌&우), 손목 (1° 좌&우), 손과 손가락 (1° 좌&우), 엉덩이 (2°), 무릎 (1°), 토대 (3°) 20개 모터 |
| 플랫폼        | NAOqi OS |
| 네트워킹      | 와이파이: IEEE 802.11 a/b/g/n (2.4GHz/5GHz） 이더넷 x1 (10/100/1000 base T)                                                                          |
| 운동 속도     | 3km/h |

## 사건 사고
2015년 9월 6일 일본 가나가와현 요코스카시에 있는 소프트뱅크 매장에서 한 60대 남성이 페퍼를 발로 차는 행위를 한 이유로 경찰에 체포되었다.

## 같이 보기
- 인공지능
- 로봇
- 휴보
- 뮤지오
- 아이보
- 아시모

## 참고 문헌
- KISTI 미리안 『글로벌동향브리핑』 2014-06-11